# Войниците
Войниците е село в Северна България. То се намира в община Трявна, Габровска област.
Към 1934 г. селото има 149 жители. В днешно време е почти обезлюдено. Влиза в землището на с. Бижовци.
Кметът на селото е Д-р Христо Бъчваров 